# Croácia
Croácia (em croata:  Hrvatska, pronunciado AFI: [xř̩ʋaːtskaː]), oficialmente República da Croácia (em croata: Republika Hrvatskaⓘ), é um país europeu situado nos Balcãs que se limita ao norte com a Eslovénia e Hungria, a nordeste com a Sérvia, a leste com a Bósnia e Herzegovina e ao sul com Montenegro. É banhado a oeste pelo mar Adriático e possui uma fronteira marítima com a Itália, no golfo de Trieste.
Após a invasão do Eixo na Iugoslávia, em abril de 1941, a maior parte do território croata foi incorporado a um estado-cliente apoiado pelos nazistas, o Estado Independente da Croácia. Em resposta, um movimento de resistência se desenvolveu. Isso levou à criação do Estado Federal da Croácia, que após a guerra se tornou membro fundador e constituinte da República Socialista Federativa da Iugoslávia. Em 25 de junho de 1991, a Croácia declarou independência, que entrou em vigor integral em 8 de outubro do mesmo ano. A Guerra da Independência Croata foi travada com sucesso por quatro anos após a declaração.
O país é membro das Nações Unidas, da OTAN, da Organização para a Segurança e Cooperação na Europa, do Conselho da Europa e mais recentemente, da União Europeia. A candidatura da Croácia à União Europeia (UE) ocorreu em 1 de fevereiro de 2003 e a adesão a 1 de julho de 2013, sendo o segundo país formado a partir do território da ex-Iugoslávia a ingressar na UE, depois da Eslovénia em 2004.
A Croácia é classificada pelo Banco Mundial como um país de alta renda e foi classificada em 46.º no Índice de Desenvolvimento Humano. A economia é dominada por serviços, setores industriais e agricultura. O turismo é uma fonte significativa de receita, com a Croácia classificada entre os 20 destinos turísticos mais populares do mundo. O estado controla uma parte da economia, com gastos substanciais do governo. A União Europeia é o parceiro comercial mais importante da Croácia. A Croácia oferece segurança social, sistema universal de saúde e educação primária e secundária sem taxa de matrícula, além de apoiar a cultura por meio de várias instituições públicas e investimentos corporativos em mídia e publicação.

## Etimologia
O topônimo "Croácia" entrou na língua portuguesa por intermédio do francês croate ("croata"). Este, por sua vez, parece advir do eslavônico horvat, "montanheses". O gentílico para o país é "croata" e é registrado em português a partir de 1538. Existem ainda as alternativas mais raras: "croácio", "croaciano" e "croático", a última apenas em referência à língua do país.
A origem do nome é incerta, mas acredita-se que seja um termo gótico ou indo-ariano atribuído a uma tribo eslava. O registro preservado mais antigo do etnônimo croata *xъrvatъ é de haste variável, atestado no tablete Baška no estilo zvъnъmirъ kralъ xrъvatъskъ ("Zvonimir, rei croata").
O primeiro atestado do termo em latim é atribuído a uma carta do duque Trpimir a partir do ano 852. O original foi perdido e apenas uma cópia de 1568 é preservado, o que leva a dúvidas sobre a autenticidade da reivindicação. A inscrição mais antiga de pedra preservada é a inscrição Branimir do século IX. Foi encontrada perto de Benkovac, onde Duke Branimir é chamado de Dux Cruatorvm. Não se acredita que a inscrição seja datada com precisão, mas é provável que seja do período de 879 a 892, durante o governo de Branimir.

## História

### Pré-história
A área conhecida como Croácia hoje foi habitada durante todo o período pré-histórico. Fósseis de neandertais que datam do período paleolítico médio foram desenterrados no norte da Croácia, com o local mais famoso se situando na região de Krapina. Remanescentes de várias culturas neolíticas e calcolíticas foram encontrados em todas as regiões do país. A maior proporção dos locais está nos vales fluviais do norte da Croácia, onde se veem as culturas mais significativas, cuja presenças descobertas incluem as culturas Bade, Starčevo e Vučedol. A Idade do Ferro também deixou vestígios da cultura Illyrian Hallstatt e da cultura La Tène.

### Idade Média

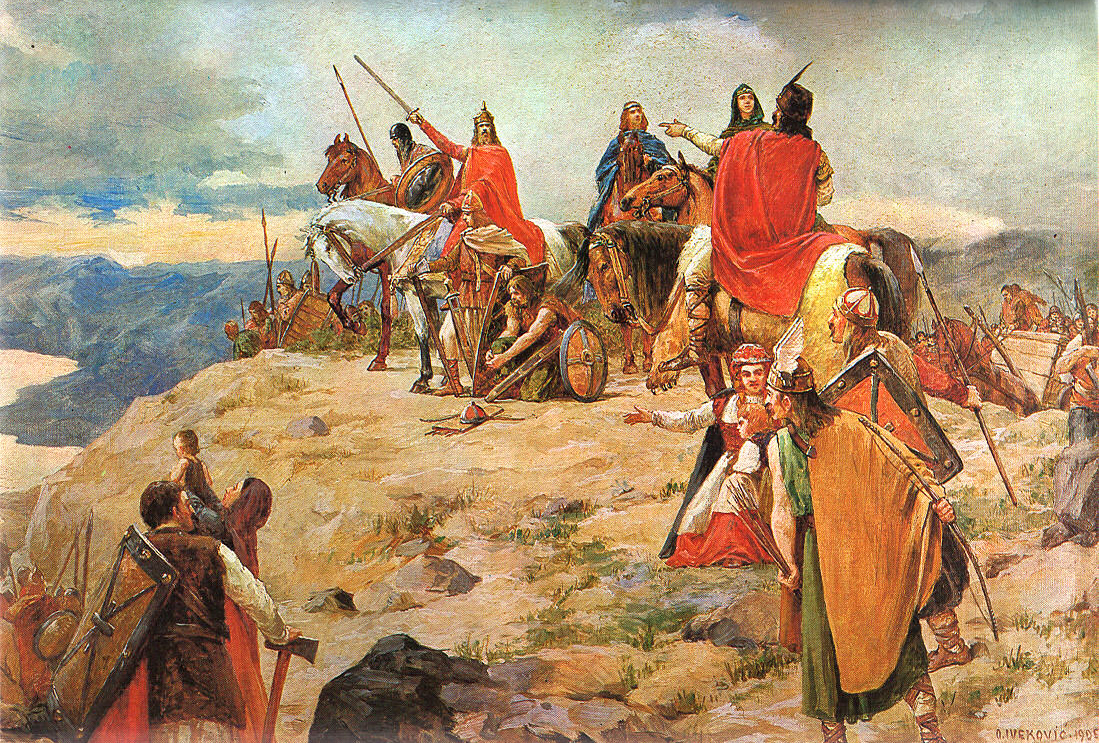
Oton Iveković, A chegada dos croatas na costa do Adriático

No ano 925, o então duque Tomislav foi coroado rei dos Croatas, criando-se o reino que compreendia as terras desde o rio Drava até o mar Adriático. Este reinado durou até o final do século XI quando morreu o último dos reis croatas, que passaram a ser governados por reis húngaros.
Com a invasão otomana aos Balcãs, as terras croatas passaram a ser a fronteira entre o mundo muçulmano e o cristão (estando o Norte nas mãos dos croatas e o Sul nas mãos dos otomanos).

### Jugoslávia (1918–1991)
Após o fim da Primeira Guerra Mundial, o território da atual Croácia se tornou parte do Estado dos Eslovenos, Croatas e Sérvios, entrando em união com o Reino da sérvia para criar o Reino dos Sérvios, Croatas e Eslovenos, também conhecido como Iugoslávia ou Jugoslávia.
Após a invasão pela Alemanha nazi em 6 de abril de 1941, a Jugoslávia foi desmembrada e o fascista Ante Pavelić tornou-se o líder do Estado Independente da Croácia. Sob sua tutela, centenas de milhares sérvios, judeus, ciganos e croatas não alinhados ao regime foram exterminados em campos de concentração, fato que gerou o aumento do ódio histórico de sérvios (majoritariamente cristãos ortodoxos) massacrados pelos croatas fascistas da Ustaše, que viam o catolicismo como sendo um dos pilares do nacionalismo croata. Até hoje os croatas são acusados de nazistas por grande parte das populações da ex-Jugoslávia.
Ao final da Segunda Guerra Mundial, Josip Broz Tito não somente havia derrotado os invasores nazis e seus cúmplices, como também havia unificado todas as repúblicas jugoslavas em torno de um Estado comunista. O ódio secular entre sérvios e croatas era reprimido pelas autoridades jugoslavas.
Com a morte de Tito, em 1980, iniciou-se um processo de fragilização da união das repúblicas jugoslavas. Tal quadro agravou-se ainda mais com a crise económica decorrente do desmoronamento dos regimes comunistas do Leste Europeu e das dificuldades de adaptação à economia de mercado.

### Independência (1991–presente)
Em 25 de junho de 1991, após plebiscitos que deram vitória esmagadora aos separatistas, os croatas anunciaram sua separação da Jugoslávia. Logo em seguida, o território croata foi invadido pelo exército federal da Iugoslávia, então sob domínio sérvio, que interveio em favor das minorias sérvias residentes na Croácia (cerca de 10% da população).
Diante dos violentos conflitos entre croatas e sérvios e da ocupação do território croata por milícias sérvias, as Nações Unidas intervieram militarmente para assegurar a paz. Em 1992, o país foi reconhecido como independente. Em 1995, numa operação militar com êxito, a Croácia recupera, sem nenhuma ajuda externa, praticamente todos os seus territórios ocupados pelos sérvios, no que foi a primeira derrota do até então temível e invencível Exército Popular Iugoslavo. Em 1998, sob forte pressão internacional, a Iugoslávia devolveu o último território croata ocupado, a Eslavônia oriental. 250 000 sérvios foram expulsos das suas casas em 1995, na maior operação de limpeza étnica da Europa.
O governo de Franjo Tudjman, primeiro presidente eleito, foi responsável por levar o país à sua independência, recuperar os territórios ocupados (sem ajuda estrangeira) e ajudar os bosníacos e aos bósnio-croatas na luta pela independência da Bósnia e Herzegovina. Sua administração encerrou-se com sua morte, em 1999. Desde então, apesar de enfrentar problemas similares aos de outros países do Leste Europeu, a Croácia experimenta um vigoroso crescimento econômico, um processo consistente de modernização da sua infraestrutura e uma grande transformação no sistema jurídico com vistas à consolidação da democracia e ao ingresso na União Europeia e na OTAN.
Hoje a Croácia tem uma das economias mais fortes das ex-repúblicas jugoslavas e é a segunda maior de toda a região dos Bálcãs, apenas atrás da economia da Grécia.

## Geografia

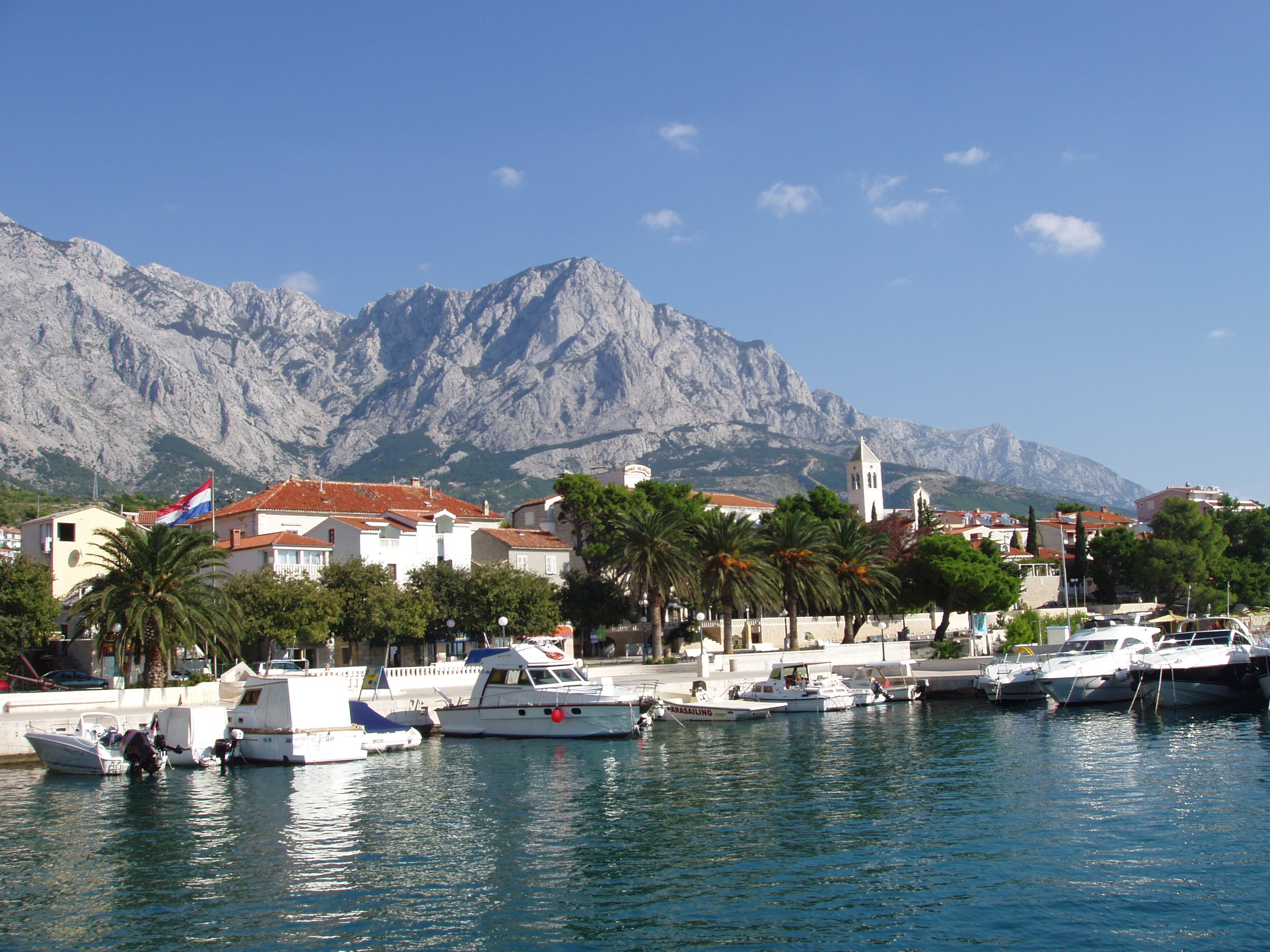
Dalmácia

A Croácia é um país europeu cujo território apresenta uma forma peculiar, parecida com uma ferradura, e faz fronteira com um número considerável de países vizinhos: Eslovénia, Hungria, Sérvia, Montenegro e Bósnia e Herzegovina, além de uma fronteira marítima com a Itália no mar Adriático. O seu território continental é dividido em duas partes pelo porto de Neum, na Bósnia e Herzegovina.
Banhado pelo mar Adriático, o litoral croata é bastante recortado, com penínsulas, baías e mais de 1000 ilhas que formam uma paisagem semelhante à da costa grega.
Uma destas ilhas, Palagruža, está mais próxima de Itália (aliás em algumas ocasiões podem-se ver as luzes da costa italiana), que da costa croata.

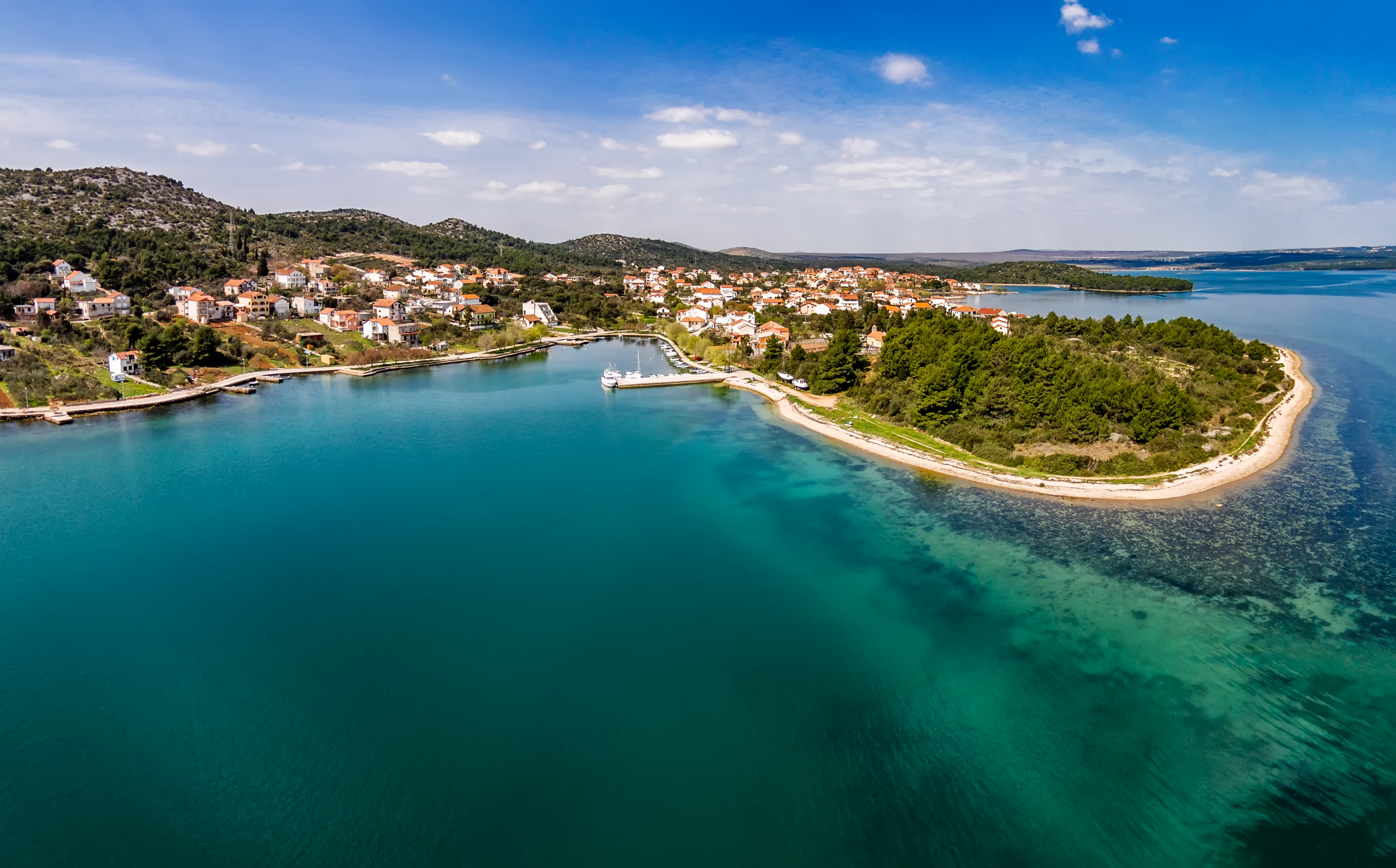
Vista aérea de Raslina

As principais cidades croatas são Zagreb, Split, Rijeka, Osijek, Dubrovnik e Karlovac.
Principais rios: rio Mura, rio Drava, rio Sava, rio Kupa, rio Korana, rio Cetina e rio Zrmanja.
- Lagos: Omladinsko jezero, Lagos de Plitvice.
- Montes: Monte Učka, Velebit, Viševica.
- Ilhas: Arquipélago das Kornati, Arquipélago de Brijuni.
- Vegetação: Floresta Mediterrânea, Florestas de montanha

A maior parte da Croácia possui um clima continental moderadamente quente e chuvoso, conforme definido pela classificação climática de Köppen. A temperatura média mensal varia entre -3 °C em janeiro e 18 °C em julho. As partes mais frias do país são Lika e Gorski Kotar, onde o clima de floresta com neve é encontrado em altitudes acima de 1 200 metros. As áreas mais quentes da Croácia estão na costa do Adriático e, especialmente, em seu interior imediato, caracterizado pelo clima mediterrâneo, já que as temperaturas mais altas são moderadas pelo mar. Consequentemente, os picos de temperatura são mais pronunciados nas áreas continentais. A temperatura mais baixa de -35,5 °C foi registrada em 3 de fevereiro de 1919 em Čakovec, e a temperatura mais alta de 42,8 °C foi registrada em 4 de agosto de 1981 em Ploče.

## Demografia
| Religião na Croácia     | Religião na Croácia     | Religião na Croácia | Religião na Croácia | Religião na Croácia |
| ----------------------- | ----------------------- | ------------------- | ------------------- | ------------------- |
| religião                |                         |                     | porcentagem         |                     |
| Catolicismo romano      | Catolicismo romano      |                     | 87,8%               | 87,8%               |
| Ateísmo ou Agnosticismo | Ateísmo ou Agnosticismo |                     | 5,2%                | 5,2%                |
| Igreja Ortodoxa         | Igreja Ortodoxa         |                     | 4,4%                | 4,4%                |
| Islã                    | Islã                    |                     | 1,3%                | 1,3%                |
| Outras religiões        | Outras religiões        |                     | 0,9%                | 0,9%                |
| Protestantismo          | Protestantismo          |                     | 0,3%                | 0,3%                |

A população da Croácia estagnou-se na década de 1990. A guerra de 1991 a 1995 fez com que partes da população emigrassem ou se refugiassem. A taxa de crescimento natural é mínima ou negativa (menos que +/- 1%), pois a transição demográfica (redução do número de nascimentos e mortes devido ao desenvolvimento econômico) completou-se há mais de meio século.
- População urbana: 57% (1998)
- Crescimento demográfico: -0,1% ano (1995–2000)
- Taxa de fecundidade: 1,56 filho por mulher (1995–2000)
- Expectativa de vida: Homens 69 anos e mulheres 76,5 anos (1995–2000)
- Mortalidade infantil: 10 por 1 000 (1995–2000)

A população compõe-se principalmente de pessoas de origem croata (89,6%). Constituem grupos minoritários, dentre outros, os sérvios (4,5%), os bósnios (0,5%) e os húngaros (0,4%). De acordo com os censos de 2001 a religião predominante é o cristianismo, sendo o catolicismo praticado por 87,8% dos croatas, seguindo-se os ortodoxas que compõem 4,4% da população, outras vertentes cristãs correspondem a 0,4% da população da Croácia, os muçulmanos são 1,3%, outras religiões e religião desconhecida é atribuída a 0,9% dos croatas e ainda 5,2% não possuem religião.
O idioma oficial, croata, é uma língua eslava meridional que utiliza o alfabeto latino. Outras línguas nativas são faladas por menos de 5% da população.

## Política

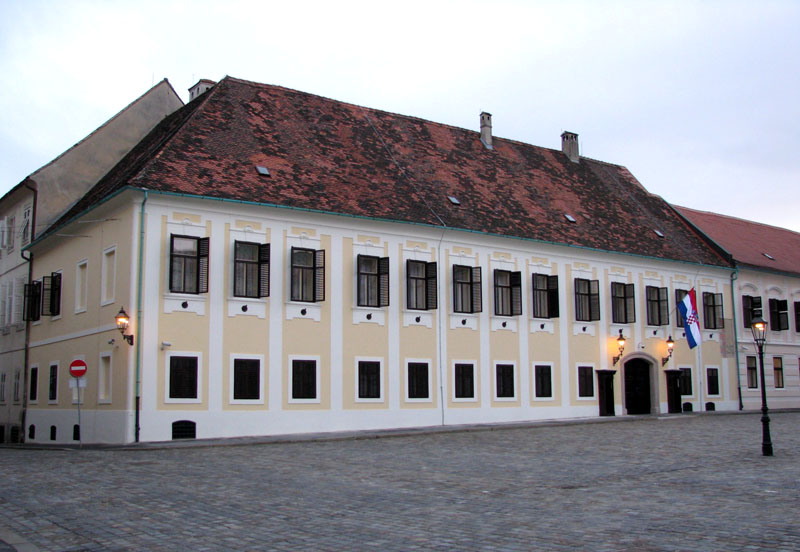
Banski dvori, um prédio de 2 andares em estilo barroco que foi a residência dos banos croatas de 1809 até 1918 e agora é a sede do governo do país

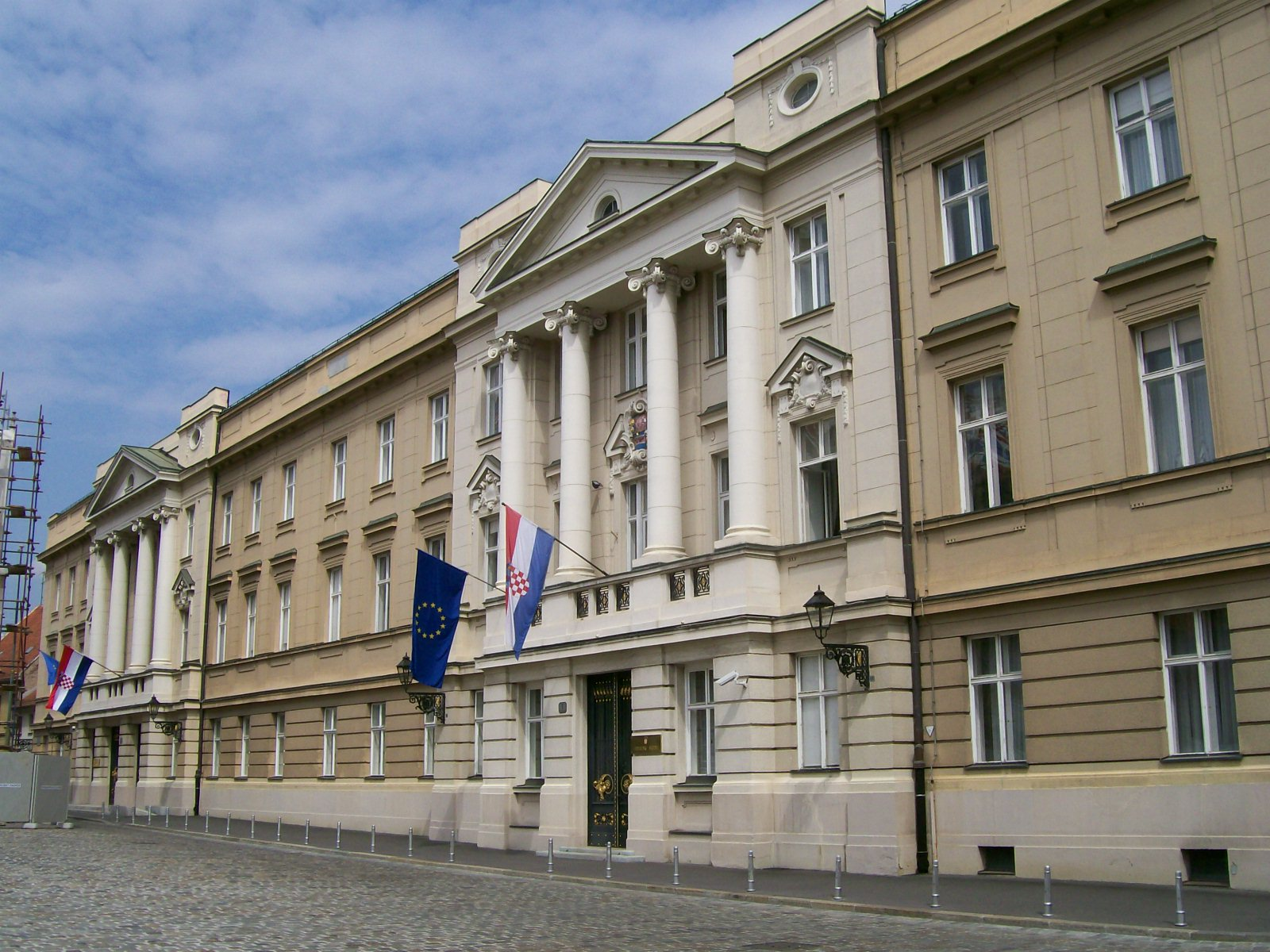
Parlamento da Croácia em Zagrebe

Desde a adopção da constituição de 1990, a Croácia é uma república democrática. Em 2000, abandonou o sistema de governo semipresidencialista em favor do parlamentarismo.
A Croácia é membro das Nações Unidas, do Conselho da Europa, da OSCE, da "Parceria para a Paz" e outras organizações.
O presidente da república (Predsjednik) é o chefe de Estado e é eleito para mandatos de cinco anos. Além de ser o comandante-em-chefe das forças armadas, o presidente tem o dever de nomear o primeiro-ministro com consentimento do parlamento, e alguma influência na política externa. O atual presidente da Croácia é Zoran Milanović, que assumiu o cargo em 18 de fevereiro de 2020.
O parlamento da Croácia (Sabor) é um corpo legislativo unicameral com até 160 deputados, todos eleitos por voto popular para mandatos de quatro anos. As sessões plenárias do Sabor têm lugar de 15 de janeiro a 15 de julho e de 15 de setembro a 15 de dezembro.
O governo da Croácia (Vlada), chefiado pelo presidente, é integrado pelo primeiro-ministro, por dois vice-primeiros-ministros e 14 ministros encarregues de sectores particulares de atividade. O ramo executivo é responsável por propor legislação e um orçamento, por executar as leis, e por determinar as políticas externa e interna da república.
A Croácia tem um sistema judicial de três níveis, que consiste em um Supremo Tribunal, tribunais de condado e tribunais municipais. O Tribunal Constitucional decide sobre matérias relacionadas com a constituição.

## Divisões administrativas
A Croácia subdivide-se em 20 condados (županija, em croata) mais o distrito municipal da capital, Zagrebe.

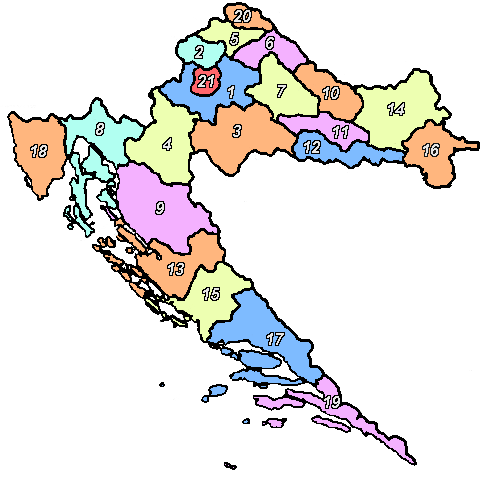
Condados da Croácia

1. Condado de Zagrebe (Zagrebeačka županija)
2. Condado de Krapina-Zagorje (Krapinsko-zagorska županija)
3. Condado de Sisak-Moslavina (Sisačko-moslavačka županija)
4. Condado de Karlovac (Karlovačka županija)
5. Condado de Varaždin (Varaždinska županija)
6. Condado de Koprivnica-Križevci (Koprivničko-križevačka županija)
7. Condado de Bjelovar-Bilogora (Bjelovarsko-bilogorska županija)
8. Condado de Litoral-Serrano (Primorsko-goranska županija)
9. Condado de Lika-Senj (Ličko-senjska županija)
10. Condado de Virovitica-Podravina (Virovitičko-podravska županija)
11. Condado de Požega-Eslavônia (Požeško-slavonska županija)
12. Condado de Brod-Posavina (Brodsko-posavska županija)
13. Condado de Zadar (Zadarska županija)
14. Condado de Osijek-Barânia (Osječko-baranjska županija)
15. Condado de Šibenik-Knin (Šibensko-kninska županija)
16. Condado de Vukovar-Sírmia (Vukovarsko-srijemska županija)
17. Condado de Split-Dalmácia (Splitsko-dalmatinska županija)
18. Condado de Ístria (Istarska županija)
19. Condado de Dubrovnik-Neretva (Dubrovačko-neretvanska županija)
20. Condado de Međimurje (Međimurska županija)
21. Cidade de Zagrebe (Grad Zagrebe)

## Economia

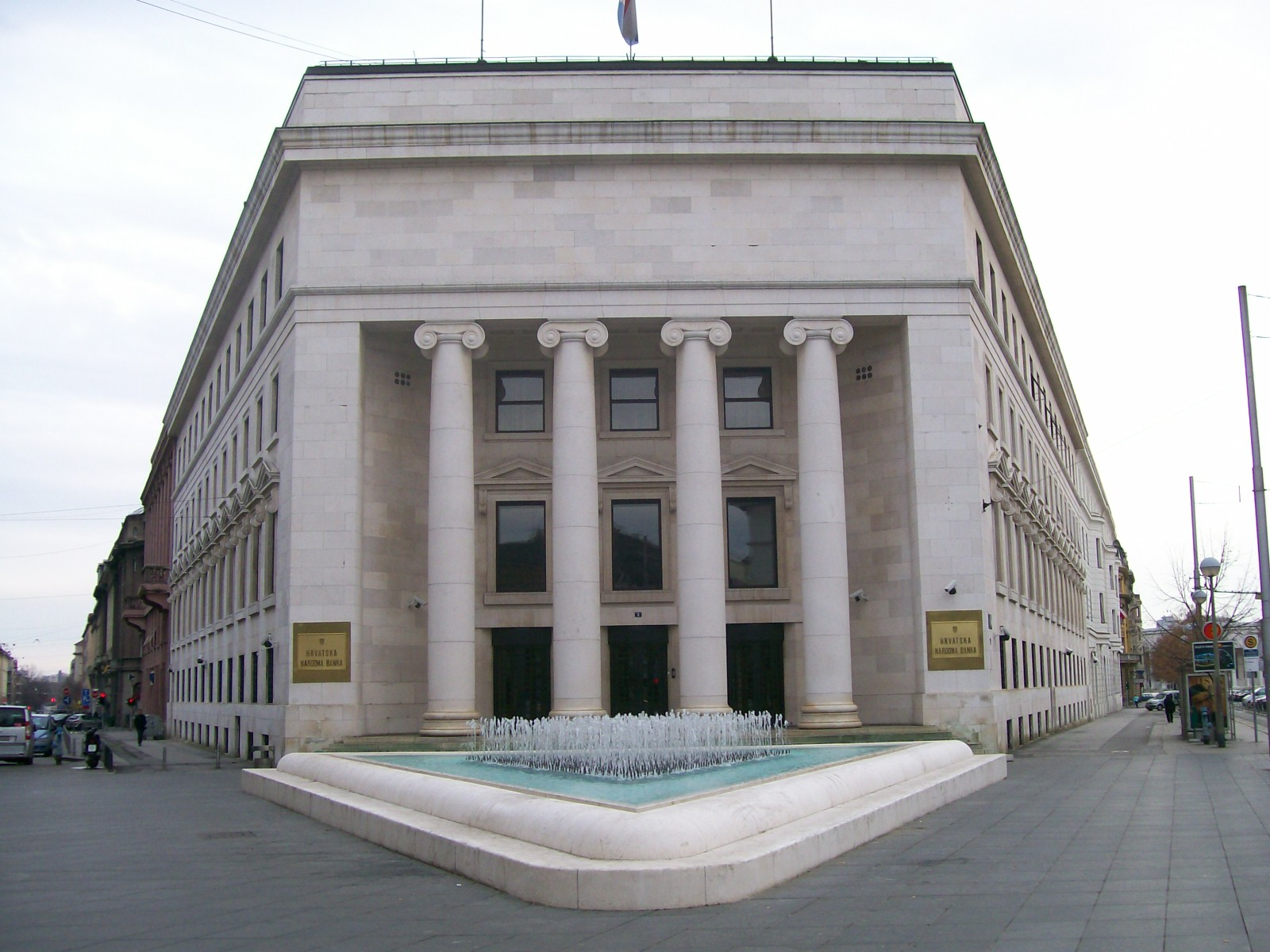
Banco Nacional da Croácia

A economia da Croácia baseia-se fundamentalmente no serviços variados e indústria, em especial dos setores químico, naval e metalmecânico. O turismo é uma grande fonte de receitas. O produto interno bruto per capita de 2008, em termos de paridade de poder de compra, foi de 18 575 dólares americanos, ou 63,2% da média da União Europeia, segundo o Eurostat.
A economia croata é pós-socialista. No fim dos anos 1980, no início do processo de transição económica, a sua posição era favorável mas foi fortemente prejudicada pela guerra, essa terminada em 1995.
Os problemas principais incluem o desemprego estrutural e uma quantidade de reformas económicas considerada insuficiente por alguns economistas, pois que enfrenta resistência pública. Particularmente preocupante é o sistema judicial antiquado, em especial no que diz respeito à posse das terras estatizadas no período comunista. Contudo, tais problemas vêm sendo alvo de grande mobilização no sentido de serem resolvidos por reformas legais ocorridas no âmbito das negociações para a entrada do país na União Europeia.
Mesmo assim, o país tem vindo a experimentar um crescimento económico rápido em preparação de uma adesão à União Europeia, que já é o seu principal parceiro comercial, sendo, sua economia, considerada pelo Fundo Monetário Internacional como uma economia desenvolvida (lista de países por PIB nominal per capita).
Em janeiro de 2023,O país adotou o Euro,substituindo a kuna croata,a antiga moeda nacional.

## Cultura

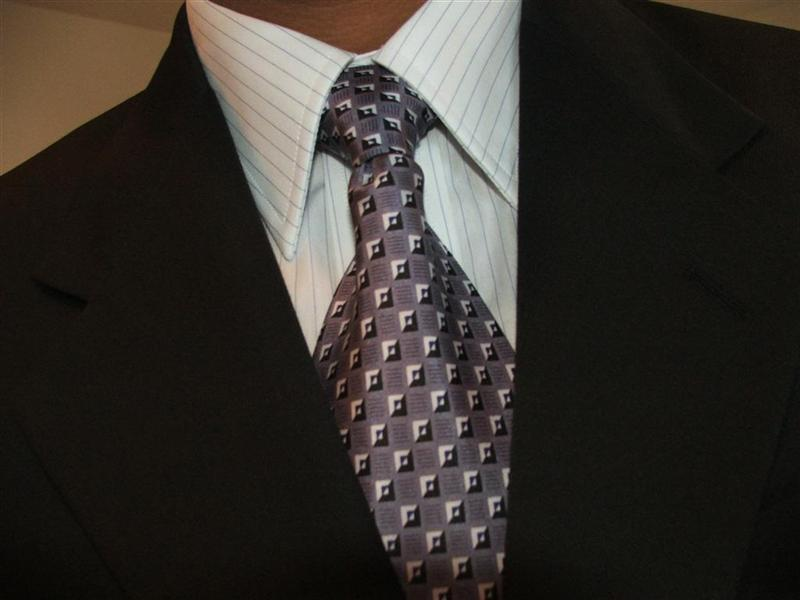
A gravata é um dos símbolos da cultura croata

A cultura da Croácia tem raízes bem antigas: os croatas vêm habitando a região há treze séculos, mas há reminiscências de períodos ainda mais antigos bem preservadas no país.
Algumas destas reminiscências antigas são:
- Ossos de 100 mil anos de idade de um homem de Neandertal achados próximos a Krapina (localidade de Krapina-Zagorje);
- Escavações do Neolítico na localidade de Ščitarjevo, próxima à capital do país, Zagrebe, e também em Sopot (próximo a Vinkovci), Vučedol (próxima a Vukovar), em Nakovanj (situada na península Pelješac) e outros lugares;
- marcas de habitação na ilha de Vis deixadas pelos gregos antigos (a rainha Teuta de Issa);
- várias construções e ruínas do Império Romano, incluindo muitas cidades romanas na costa da Dalmácia, destacando-se o aqueduto de Salona, o Palácio de Diocleciano em Split, ou a Basílica de Eufrásio, em Poreč;
- Igreja de São Marcos: Há brasões no telhado dessa igreja que são respetivamente o da Croácia (à esquerda) e o de Zagrebe (a direita) e foram feitos no século XIX. O brasão da Croácia é composto por três partes que simbolizam as três províncias históricas: Croácia (topo esquerda), Dalmácia (topo direita) e Slavónia (área inferior). A colorida Igreja de São Marcos é um dos edifícios mais antigos de Zagrebe e um dos seus símbolos. É mencionada pela primeira vez na lista das igrejas paroquiais no Estatuto do Kaptol de 1334. Foi construída no século XIII, inicialmente no estilo românico, da qual, apenas uma janela na parede sul e a fundação torre sineira se encontram preservadas. Os arcos góticos e o santuário foram construídos na segunda metade do século XIV, altura em que a igreja adquiriu a sua parte mais valiosa, o luxuoso portal sul gótico. Em termos das figuras que ele contém, é dos portais góticos mais bonitos da Croácia.

Os estados eslavos que se formaram no interior coexistiam com as cidades-estado italianas que dominavam a costa, todas seguindo o modelo da República de Veneza, como, por exemplo, a República de Ragusa (atual Dubrovnik).